# Käppi m/1858

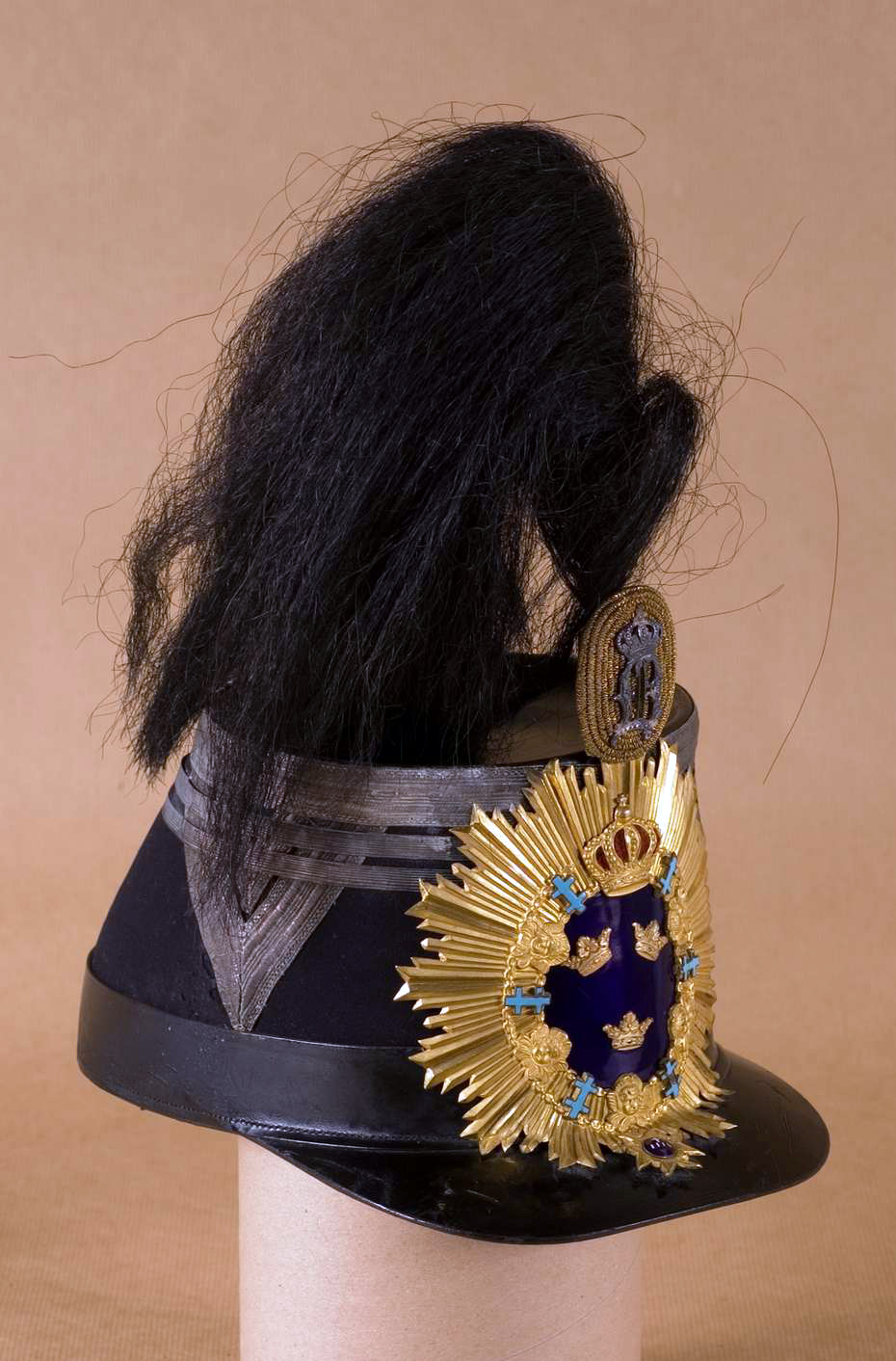
Käppi m/1858 för officer vid Göta livgarde (I 2), med svart plym.

Käppi m/1858 är en huvudbonad som har använts inom den svenska försvarsmakten (dåvarande krigsmakten).

## Utseende
Käppin är rätt så hög i modellen och försedd med en skärm. Runt övre kanten hade man sina gradbeteckningar i silver- eller guldgalon. Vid artilleriet och livregementena hade man även en mössplåt i mässing fastmonterad. Denna var även blåemaljerad för officerare. Vissa regementen har olika varianter av pomponger över mössplåten. Vid stor parad kan den förses med en svart plym.

## Användning
År 1858 ersatte käppi m/1858 både kask m/1845 vid infanteriet och kask m/1845 vid artilleriet. Käppi m/1858 var olämplig som uniformsmössa på grund av sin vikt och höjd, och byttes därför ut. Artilleriet behöll denna käppi till och med 1865 då mössa m/1865 ersatte den. Fotgardesregementena, däremot, behöll sin käppi m/1858 ända fram till 1878 då den ersattes av käppi m/1878 som var något lägre, lättare och även hade en bakskärm.

## Fotografier

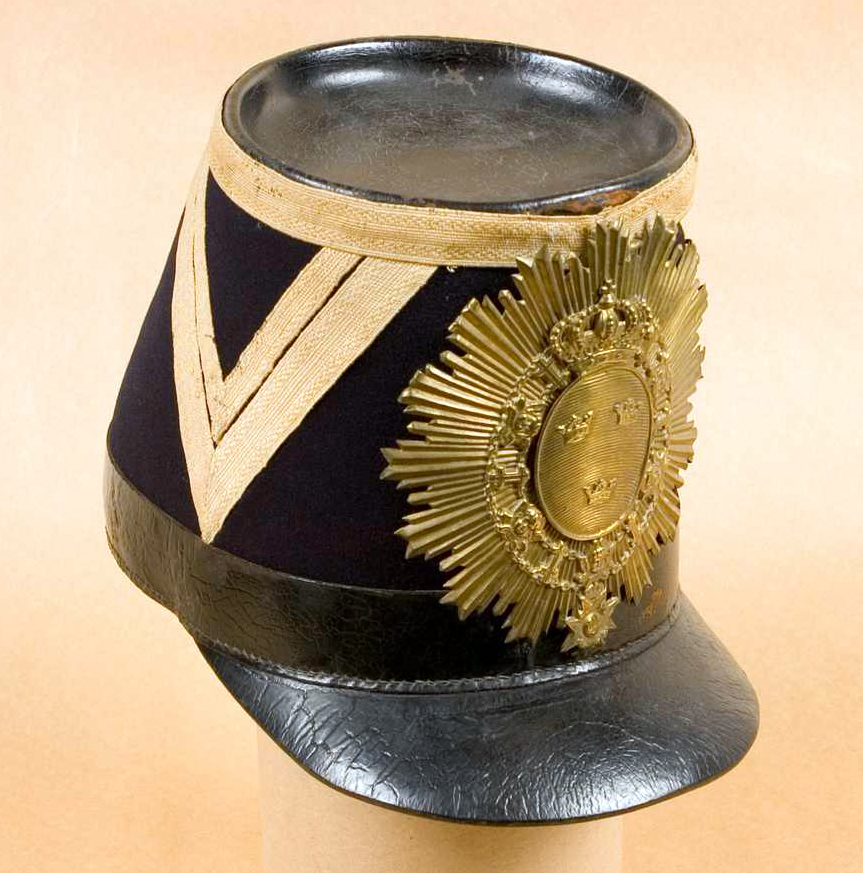
Käppi m/1858 för manskap vid artilleriet.
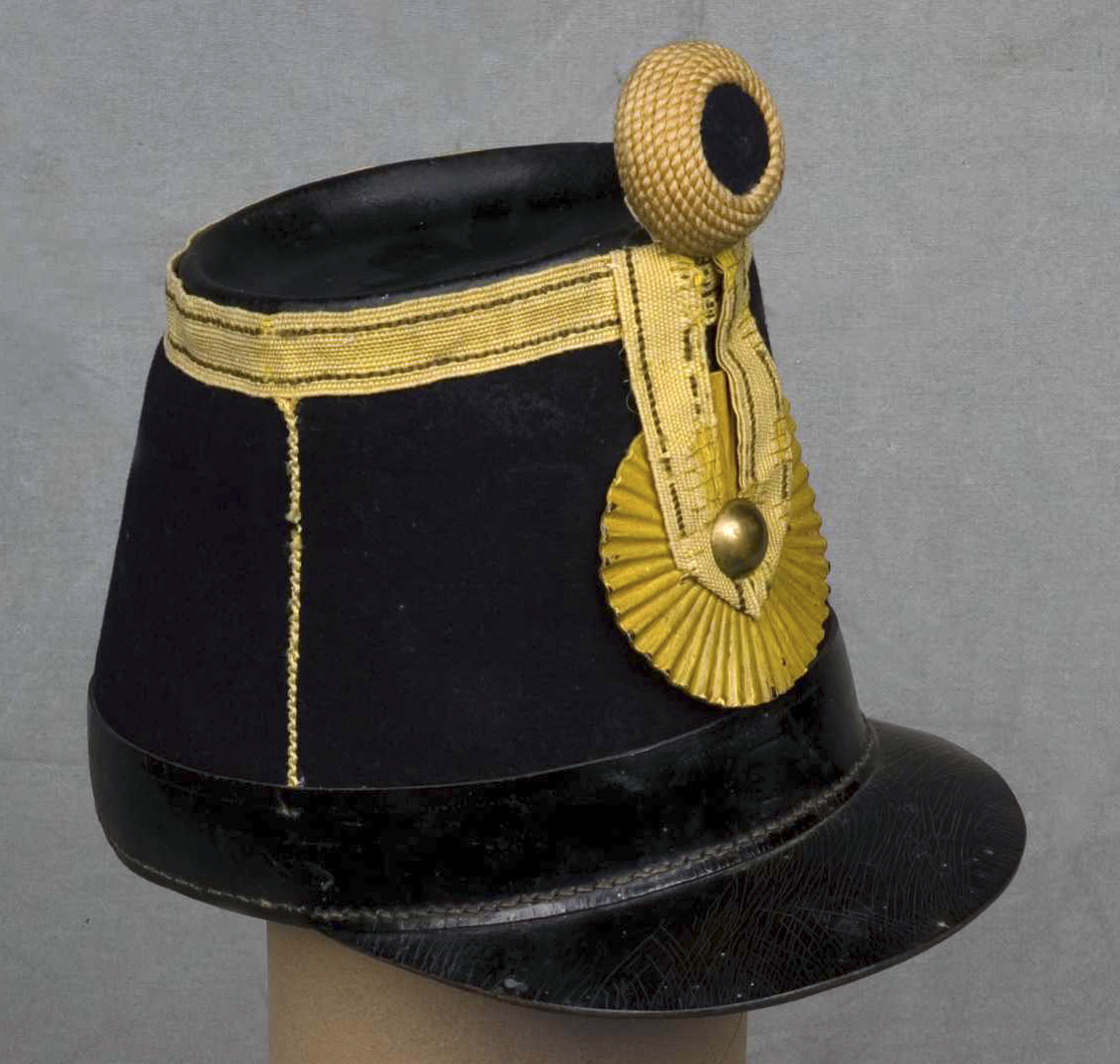
Käppi m/1858 för manskap vid indelta armén.
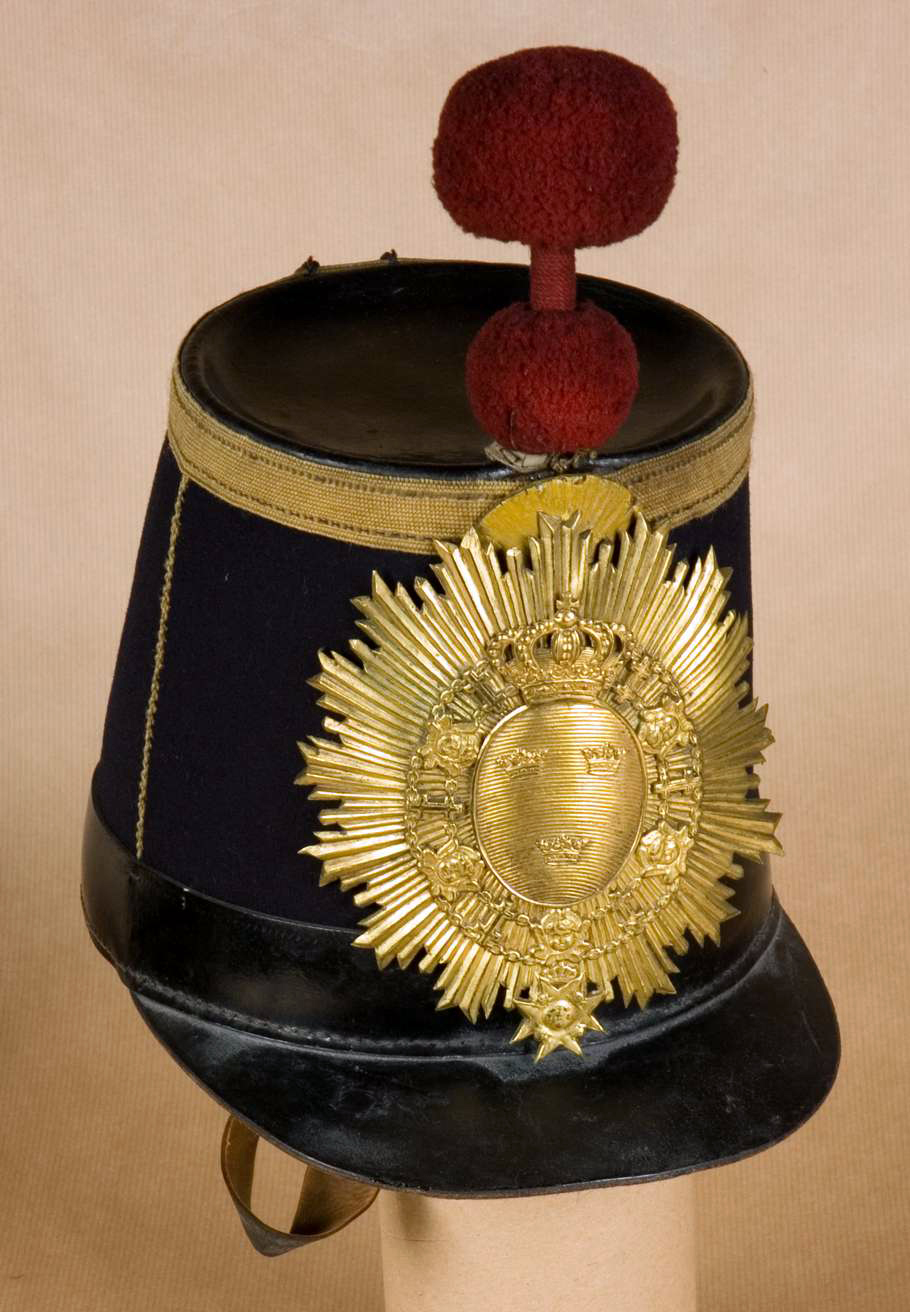
Käppi m/1858 för manskap vid Livregementets grenadjärkår (I 3).

### Webbkällor
1. 1 2  Hogman, Hans. ”Militaria”. Artilleriets uniformer. Arkiverad från originalet den 9 mars 2013. https://web.archive.org/web/20130309133404/http://www.algonet.se/~hogman/uniformer_armen_18.htm#Artilleriet_1840. Läst 21 september 2012.